# Campionat del Món de Trial 2002
|  | Per al campionat del món en pista coberta d'aquell any, vegeu Campionat del Món de Trial indoor 2002 |

La temporada de 2002 del Campionat del Món de trial fou la 28a edició d'aquest campionat, organitzat per la FIM. El calendari oficial constava de 16 proves puntuables, celebrades entre el 13 d'abril i el 8 de setembre. La prova inaugural, de dos dies de durada, es disputà a Calvià. Fou el primer any que, tot i celebrar-se als Països Catalans, el Gran Premi d'Espanya de trial perdia el nom tradicional de «Trial de Sant Llorenç», que venia mantenint d'ençà de 1970.
Dougie Lampkin va guanyar amb la Montesa el sisè dels seus set títols mundials consecutius. L'anglès va tornar a dominar la temporada, aquest cop amb nou victòries a les setze proves puntuables. Les altres van ser per a Takahisa Fujinami (cinc) i Albert Cabestany, que aquell any s'havia proclamat campió del món de trial indoor (dues). El subcampió va tornar a ser per quart any consecutiu Fujinami i a continuació es van classificar tres catalans: Cabestany, Adam Raga i David Cobos, per aquest ordre. En total, vuit catalans es van classificar entre els dotze primers.

## Sistema de puntuació
Barem de puntuació a partir de 1984:
| Posició | 1  | 2  | 3  | 4  | 5  | 6  | 7 | 8 | 9 | 10 | 11 | 12 | 13 | 14 | 15 |
| Punts   | 20 | 17 | 15 | 13 | 11 | 10 | 9 | 8 | 7 | 6  | 5  | 4  | 3  | 2  | 1  |

## Calendari
| Ronda | Data          | Gran Premi   | Lloc                 | Guanyador         |
| ----- | ------------- | ------------ | -------------------- | ----------------- |
| 1     | 13 d'abril    | Espanya      | Calvià               | Dougie Lampkin    |
| 2     | 14 d'abril    | Espanya      | Calvià               | Dougie Lampkin    |
| 3     | 18 de maig    | Regne Unit   | Douglas              | Dougie Lampkin    |
| 4     | 19 de maig    | Regne Unit   | Douglas              | Dougie Lampkin    |
| 5     | 1 de juny     | Estats Units | Duluth               | Dougie Lampkin    |
| 6     | 2 de juny     | Estats Units | Duluth               | Takahisa Fujinami |
| 7     | 16 de juny    | Andorra      | Sant Julià de Lòria  | Albert Cabestany  |
| 8     | 17 de juny    | Andorra      | Sant Julià de Lòria  | Dougie Lampkin    |
| 9     | 22 de juny    | França       | Ancelle              | Albert Cabestany  |
| 10    | 23 de juny    | França       | Ancelle              | Dougie Lampkin    |
| 11    | 6 de juliol   | Itàlia       | Chiesa in Valmalenco | Takahisa Fujinami |
| 12    | 7 de juliol   | Itàlia       | Chiesa in Valmalenco | Takahisa Fujinami |
| 13    | 12 de juliol  | Europa       | Charade              | Dougie Lampkin    |
| 14    | 13 de juliol  | Europa       | Charade              | Takahisa Fujinami |
| 15    | 7 de setembre | Japó         | Twin Ring Motegi     | Takahisa Fujinami |
| 16    | 8 de setembre | Japó         | Twin Ring Motegi     | Dougie Lampkin    |

1. ↑  A la província de Sondrio

## Classificació final
| Posició | Pilot               | Motocicleta | Punts |
| ------- | ------------------- | ----------- | ----- |
| 1       | Dougie Lampkin      | Montesa     | 298   |
| 2       | Takahisa Fujinami   | Honda       | 266   |
| 3       | Albert Cabestany    | Beta        | 213   |
| 4       | Adam Raga           | Gas Gas     | 193   |
| 5       | David Cobos         | Montesa     | 157   |
| 6       | Graham Jarvis       | Sherco      | 153   |
| 7       | Marc Freixa         | Sherco      | 146   |
| 8       | Kenichi Kuroyama    | Beta        | 133   |
| 9       | Marc Colomer        | Gas Gas     | 118   |
| 10      | Josep Manzano       | Beta        | 80    |
| 11      | José Manuel Alcaraz | Scorpa      | 60    |
| 12      | Marcel Justribó     | Sherco      | 49    |
|         |                     |             |       |
| 15      | Jordi Pascuet       | Gas Gas     | 43    |
|         |                     |             |       |
| 18      | Jeroni Fajardo      | Gas Gas     | 15    |